# 24123 Timothychang
24123 Timothychang là một tiểu hành tinh vành đai chính với chu kỳ quỹ đạo là 1494.4251714 ngày (4.09 năm).
Nó được phát hiện ngày 3 tháng 11 năm 1999.